# Usora (opčina)
Općina Usora (v srbské cyrilici Усора) je obec (općina), která se nachází v Bosně a Hercegovině. Na rozdíl od většiny sídel se jedná o administrativní správní jednotku, která nemá přirozené sídlo; shromažďuje několik okolních vesnic. Svůj název má podle blízké řeky Usory. Nejbližší města od této općiny jsou Doboj (v Republice srbské) a Jelah (součást města Tešanj ve Federaci Bosny a Hercegoviny).
V roce 2013 žilo v općině Usoře celkem 7 568 obyvatel, většina z nich je chorvatské národnosti.
Pod uvedenou općinu spadají následující sídla:
- Alibegovci
- Bejići
- Kraševo
- Lončari
- Makljenovac
- Miljanovci
- Novi Miljanovci
- Omanjska
- Sivša
- Srednja Omanjska
- Tešanjka
- Ularice
- Žabljak